# Edmond Frémy

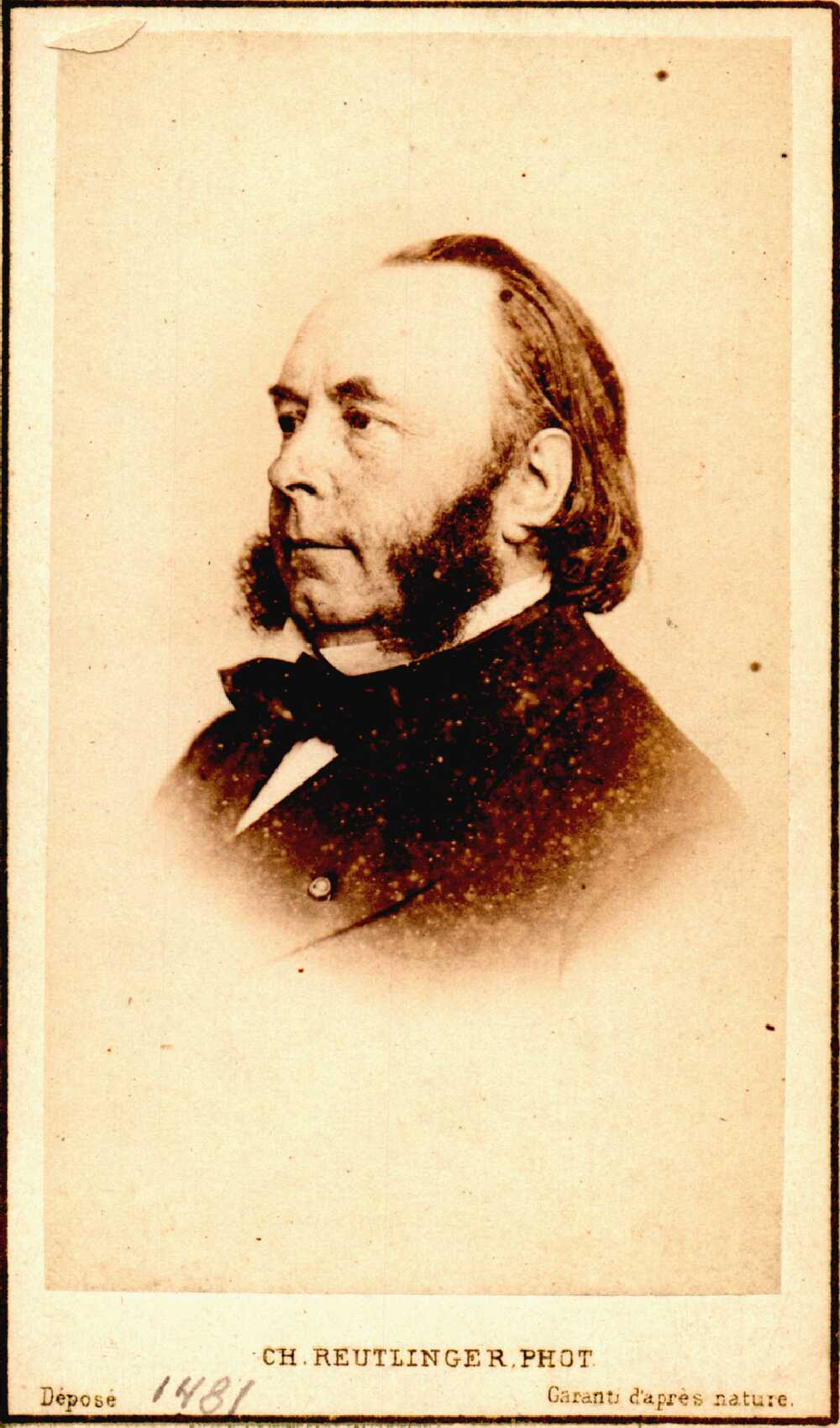
Edmond Frémy

Edmond Frémy (ur. 1814, zm. 1894) – francuski chemik. Autor wielu prac naukowych w których zajmował się między innymi barwnikami roślinnymi, związkami fluorowymi, szkłem czy otrzymywaniem kwasu siarkowego na skalę przemysłową. Był profesorem École Polytechnique w Paryżu. Odkrył on w 1845 roku nieorganiczny związek chemiczny zwany od jego nazwiska solą Frémy’ego.